# The PhotoBookMuseum
The PhotoBookMuseum (Museo del fotolibro) è un museo privato con sede nella città tedesca di Colonia dedicato esclusivamente al fotolibro come medium artistico potente e significativo della cultura contemporanea. Concentrandosi sul potenziale democratico del mezzo fotolibro, il PhotoBookMuseum  promuove mostre, collezioni ed è impegnato attivamene nell'esplorazione e sensibilizzazione sulla cultura dei libri fotografici.

## Storia
The PhotoBookMuseum nasce da un'idea dell'editore Markus Schaden nel 2014 come associazione no-profit. Il 19 agosto dello stesso anno, anniversario della prima fotografia di Daguerre, il museo ospitato in un'ex fabbrica di cavi di rame nella zona industriale di Carlswerk è stato inaugurato come primo museo al mondo dedicato al fotolibro . Il museo è gestito dalla Schaden Stiftung con sede a Colonia.
Per il momento, gli edifici del museo del fotolibro sono provvisori ma con le prime esposizioni del 2015 si prevede diventi il punto di riferimento e crocevia di collaborazioni culturali internazionali distanti dall'approccio mainstream che caratterizza i musei tradizionali. La caffetterie del PhotoBookMuseum si chiama Café Lehmitz, un omaggio al famoso locale di Amburgo in cui il fotografo Anders Petersen realizzo alla fine del 1960 alcune famose fotografie pubblicate nel 1978 nel fotolibro Café Lehmitz con testo di Roger Anderson.